# Guéra (regio)
Guéra is een van de 18 regio’s van Tsjaad. De hoofdstad is Mongo.

## Geografie
Guéra ligt centraal in het land en heeft een oppervlakte van 58.950 km². 
De regio is onderverdeeld in twee departementen: Guéra en Barh Signaka. 

## Bevolking
Er leven ruim 306.600  mensen (in 1993) in de regio, waarvan 263.800 sedentair en 42.800 nomadisch.
De voornaamste etnische volkeren zijn de Hadjeray (66,18%) en de Tsjadische Arabieren (21,11%). 
Regio's: Batha · Borkou-Ennedi-Tibesti · Chari-Baguirmi · Guéra · Hadjer-Lamis · Kanem · Lac · Logone Occidental · Logone Oriental · Mandoul · Mayo-Kebbi Est · Mayo-Kebbi Ouest · Moyen-Chari · Ouaddaï · Salamat · Tandjilé · Wadi Fira

Stad: Ndjamena